# Morse Point
Der Morse Point ist eine Landspitze an der Nordküste Südgeorgiens. Sie markiert östlich die Einfahrt zur Antarctic Bay.
Die Landspitze ist erstmals auf Landkarten verzeichnet, die um das Jahr 1900 entstanden. Wissenschaftler der britischen Discovery Investigations nahmen zwischen 1925 und 1931 eine grobe Kartierung vor. Der South Georgia Survey kartierte ihn zwischen 1951 und 1952 erneut. Das UK Antarctic Place-Names Committee benannte sie 1955 nach dem britischen Robbenfänger Morse, der zwischen 1799 und 1800 in den Gewässern um Südgeorgien zur Robbenjagd eingesetzt wurde. Dieser ankerte in der Antarctic Bay, als ihn dort der US-amerikanische Forschungsreisende Edmund Fanning antraf, welcher über diese Begegnung eine Abhandlung verfasste.